# Frederich William Wadely
Frederich William Wadely (Kilderminster, Regne Unit, 30 de juliol de 1882 - 1970) fou un compositor i director d'orquestra anglès.
Estudià en el Reial Col·legi de Música, i ja als tretze anys aconseguí la plaça d'organista de la parròquia de Wolverley, que servà fins al 1900. Després fou organista i mestre de cor de l'església prioral de Malvern, fundant en aquesta població un Unió coral que dirigí fins al 1910.
També fou director dels Concerts Simfònics de Carlisle i de les Societats Musical i Coral de la mateixa ciutat. És autor d'obres religioses, així com de composicions corals amb acompanyament d'orquestra sobre poesies de Longfellow i Tennyson, obertures, variacions simfòniques i dues òperes.